# 야마다 마쓰이치
야마다 마쓰이치(일본어: 山田 松市, 1961년 2월 21일 ~ )는 일본의 전 축구 선수, 감독이다.

## 구단 경력
1983년부터 1990년까지 일본 사커 리그의 혼다 기연에서 뛰었다.

## 지도자 경력
은퇴 후에는 혼다 기연의 코치를 거쳐, 1992년부터 2001년까지 주빌로 이와타에서 코치을 맡았다. 2003년 5월 쇼난 벨마레의 감독으로 취임하였다.